# Parvati
U hinduizmu, Parvati (sanskrt पार्वती, Pārvatī; Gauri) božica je plodnosti, ljubavi, bračne vjernosti, ljepote i majčinstva. Ona je inkarnacija vrhovne božice Adi Parashakti te reinkarnacija božice Sati, kćeri Dakshe i Prasuti. Parvatini su roditelji Himavat — „kralj planina” — i njegova supruga, Mena.
Parvati je najpoznatija kao božica braka — njezin je muž veliki bog Šiva te njih dvoje predstavljaju mušku i žensku energiju svemira. Ona je Šivina shakti, moć stvaranja. Njihova su djeca:
- Ganeša (sin)
- Kartikeya (sin)
- Ashokasundari (kći)
- Jyoti (kći)

U šivaizmu, Parvati je glavno žensko božanstvo. Njezina druga imena jesu Mookambika, Shailaja, Lalita, Ambika, Shailaputri, Jaganmata, Maheshwari, Haimavathi i Narayani.